# Spoleto

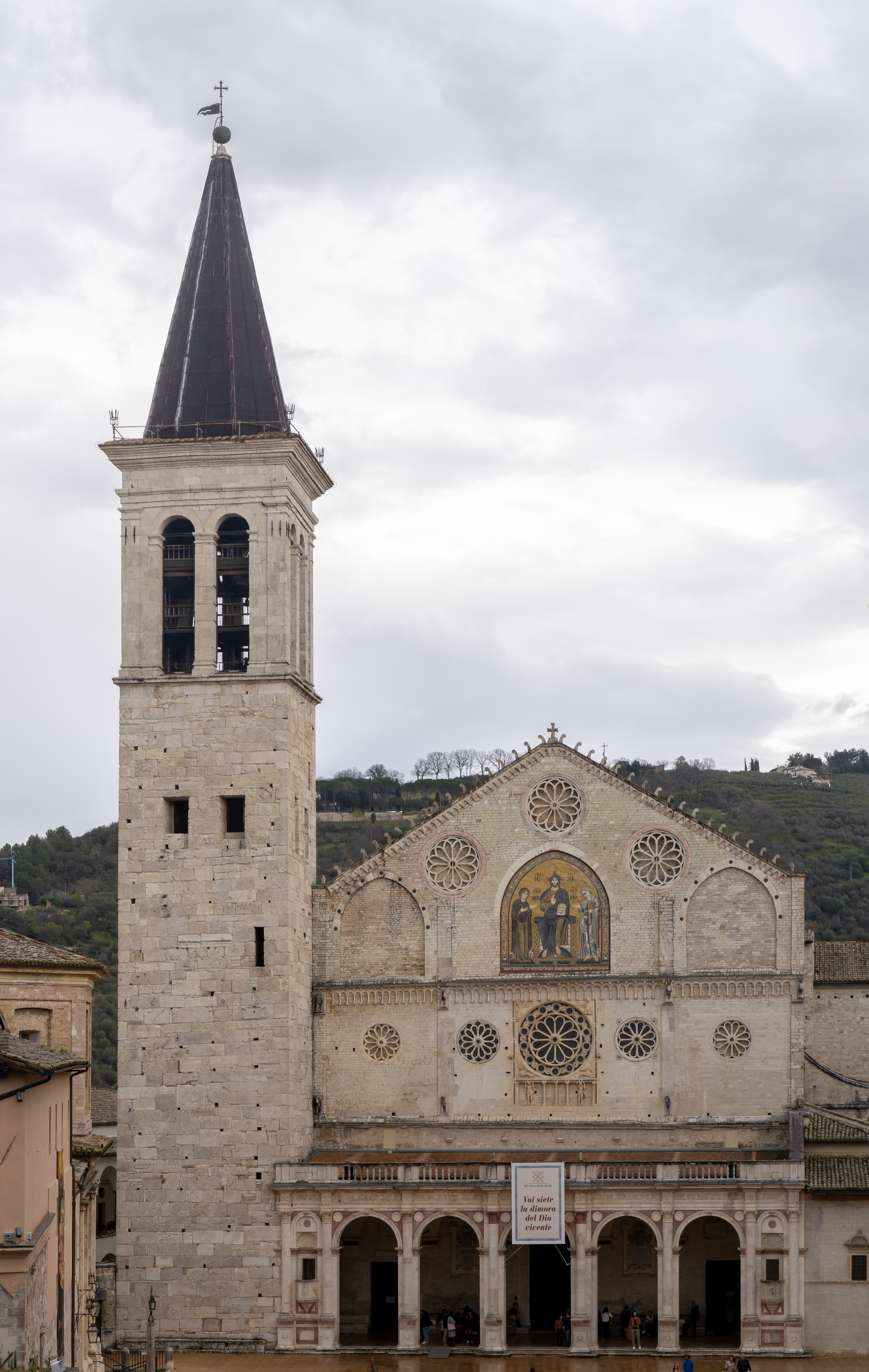
Katedra w Spoleto

Spoleto (łac. Spoletium) – miejscowość i gmina we Włoszech, w regionie Umbria, w prowincji Perugia.

## Historia
Miasto założone w VI w. p.n.e. przez Umbrów, których zastąpili Etruskowie. Od 241 p.n.e. rzymska kolonia Spoletium. W 217 p.n.e. Spoletium oparło się oblężeniu Hannibala.
W 82 p.n.e. w czasie wojen domowych pod Spoleto legaci Krassus i Pompejusz pobili oddziały Mariusza.
W 572 miasto zostało stolicą księstwa longobardzkiego, a pierwszym księciem, który zamieszkał w Spoleto był Faroald I. Miasto weszło w skład Księstwa Spoleto.
W 1198 przeszło pod władanie papieża Innocentego III. Kolejni papieże mianowali tu swoich gubernatorów, którymi z reguły stawali się kardynałowie.
W XIII i XIV wieku Spoleto prowadziło, z różnym skutkiem, szereg lokalnych wojen z sąsiednimi miastami: Perugią i Terni. W 1414 król Neapolu Władysław Andegaweński ogłosił się władcą miasta. Papież Eugeniusz IV na gubernatora miasta mianował opata z Monte Cassino Piero Tomacelliego, którego rządy zakończyły się buntem mieszkańców Spoleto. Na pomoc opatowi w 1438 przybył słynny kondotier Niccolò Piccinino.
22 sierpnia 1760 r. w Spoleto prawdopodobnie urodził się Annibale Sermattei della Genga, przyszły papież Leon XII.
W czasie kampanii 1860 roku miasto było bronione przez irlandzkiego pułkownika O’Reilly, który służył papieżowi.

## Zabytki
Najważniejszym zabytkiem Spoleto jest katedra (XII, XV-XVII w.). Fasada katedry jest ozdobiona dużą mozaiką, dziełem Solsernusa. Wnętrze katedry zostało w 1640 przebudowane przez Berniniego. Na ścianach znajdują się freski Pinturicchio i Fra Filippo Lippiego, którego grób znajduje się w kościele.
W Spoleto znajdują się pozostałości rzymskich murów Porta della Fuga, ruiny teatru z I w. p.n.e., łuk triumfalny Druzusa i Germanika (I w.) oraz ruiny amfiteatru (II w.). Bazylika S. Salvatore (IV-VI w., przebudowana w IX w.).
Kościoły romańskie: S. Eufemia (X w.), SS. Giovanni e Paolo (XI w.), S. Gregorio Maggiore (XI-XII w., XIV w.), S. Pietro (XI, XIII w.).
Kościoły gotyckie: S. Domenico (XIII w.), S. Nicolo (XIV w.).
Kościoły renesansowe (XVI w.): Tempietto della Manna d’Oro, Madonna di Loreto.
Kościół barokowy S. Filippo (XVII w.), w którym znajdują się cztery kolumny z zielonego porfiru ze świątyni Klitumnusa. Most, Ponte Sanguinario, o długości 230 m z XIV w., zamek kardynała Albornoza (XIV-XV w.), Palazzo Aroni, Palazzo Comunale (XII, XVIII w.), pałace i domy (XV-XVIII w.).

## Miasta partnerskie
- Stany Zjednoczone: Charleston
- Niemcy: Schwetzingen
- Peru: Cajamarca
- Francja: Orange

## Linki zewnętrzne

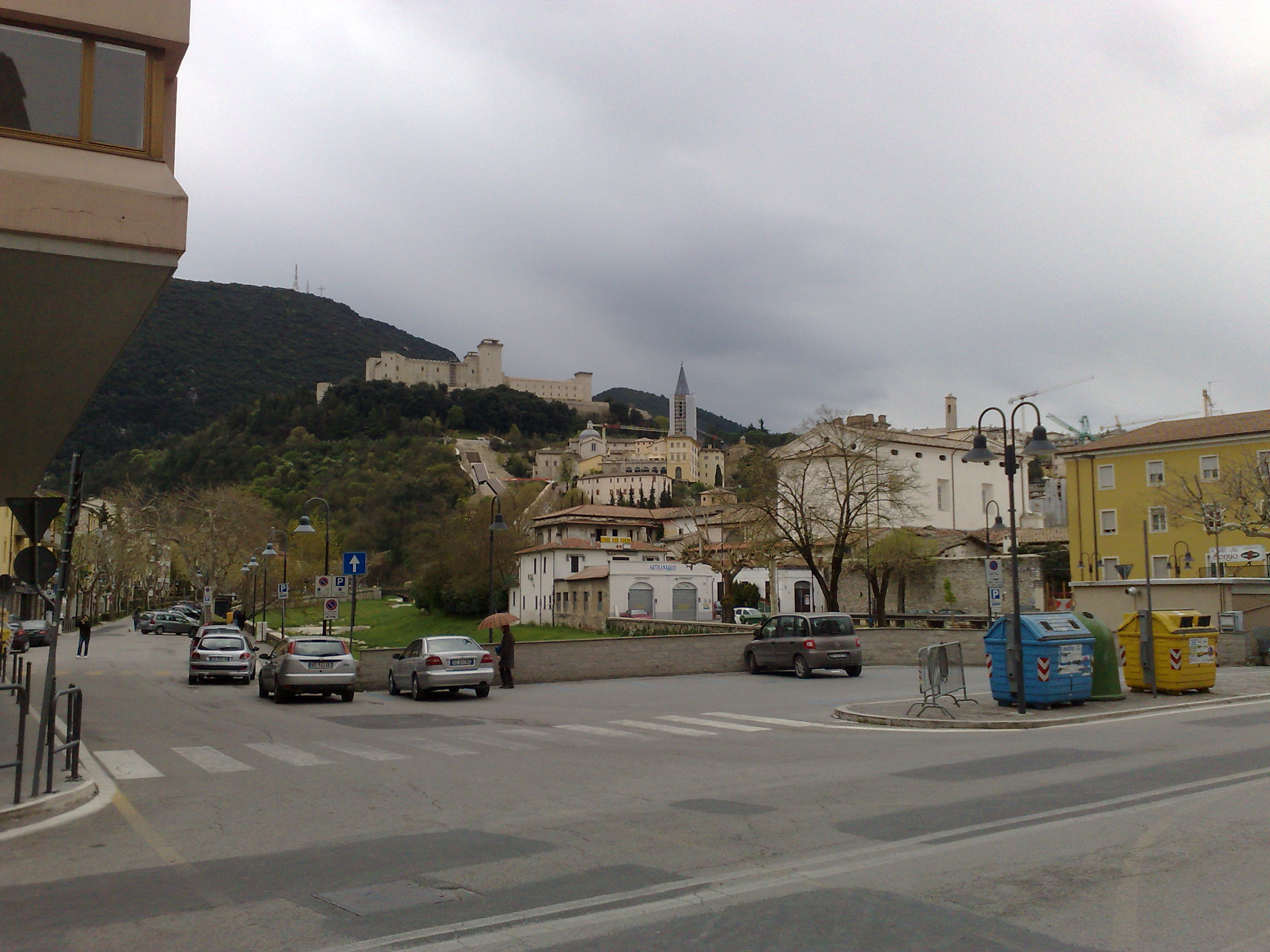
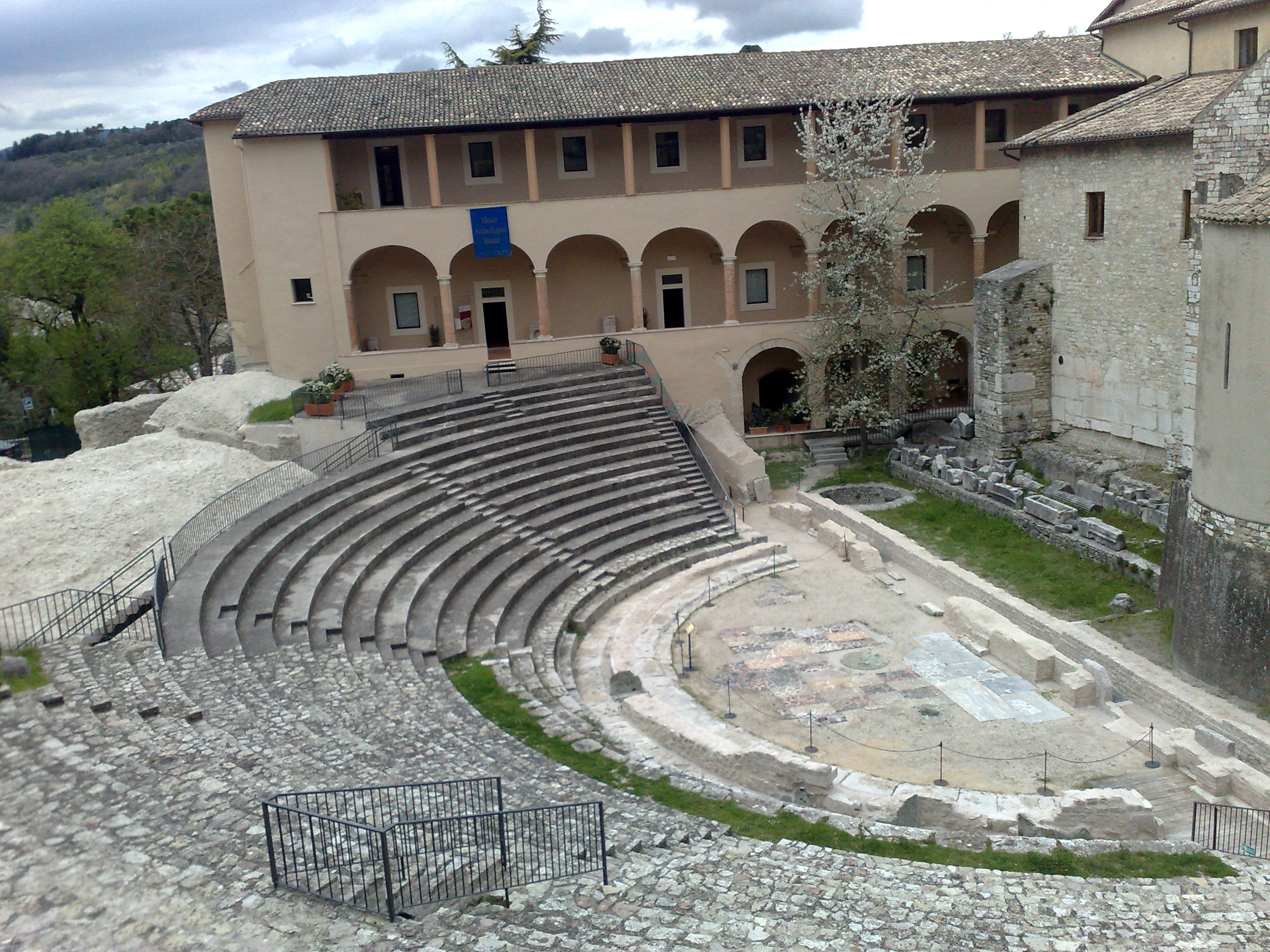
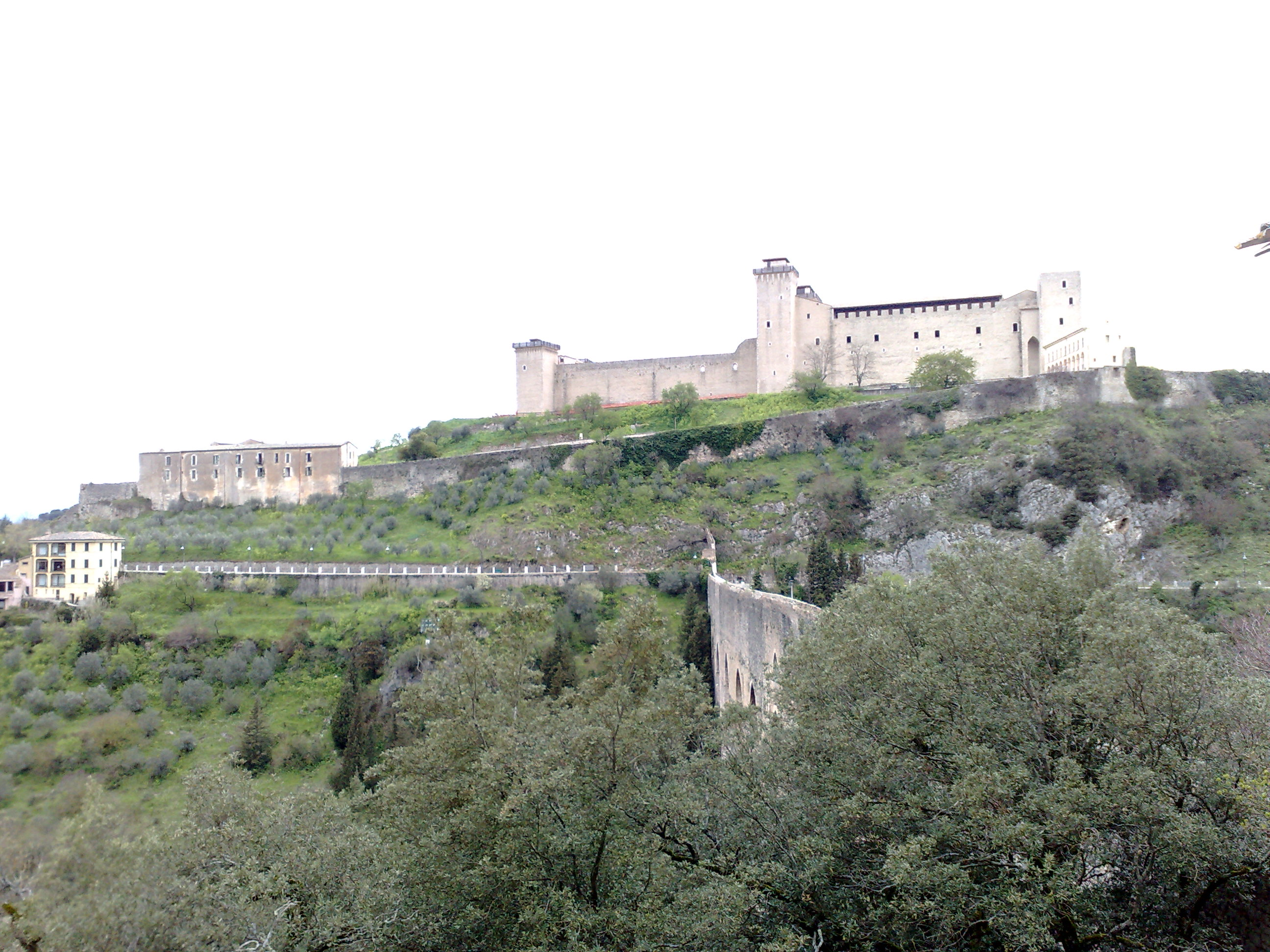